# Атласов Семен Володимирович
Атласов Семен Володимирович (17 червня 1938, Усть-Майський улус — 20 жовтня 2002) — дослідник тваринництва в Якутії, кандидат історичних наук.

## Біографія
Народився 17 червня 1938 року в Усть-Майському улусі.
У 1967 р. закічив Якутський державний університет. Після закінчення працював там же на кафедрі історії СРСР асистентом та молодшим науковим співробітником. У 1969-1972 рр. — аспірант Якутського державного університету. Пізніше, у 1973-1983 рр., — асистент, старший викладач на кафедрі загальної історії. У 1979 р. успішно захистив дисертацію на здобуття наукового ступеня кандидата історичних наук за темою «Історія розвитку тваринництва в Якутії». З 1983 по 1988 роки — доцент Якутського державного університету.
У 1988-1991 рр. — завідувач відділу гуманітарних проблем народів Півночі Інституту сходознавства РАН, 3 1991 по 1992 роки — старший науковий співробітник Інституту історії РАН.
У 1993-1995 рр. обіймав посаду декана історико-юридичного факультету Якутського державного університету. З 1996 року до кінця життя викладав на кафедрі загальної історії історичного факультету Якутського державного університету.
Помер 20 жовтня 2002 року.
С.В. Атласов — відомий в Республіці Саха фахівець з аграрних відносин.

## Основні роботи
- «Вопросы животноводства в трудах Г.П. Башарина». - Якутск, 1991.
- «Концепция возрождения традиционных отраслей хозяйства». - Якутск, 1991.
- «История развития скотоводства и коневодства в Якутии» (1917—1928 гг.) (Якутск, 1992) - монография.
- «Традиционные отрасли хозяйства в Эвено-Бытантайском районе» (1991).